# Carnoustie Golf Links

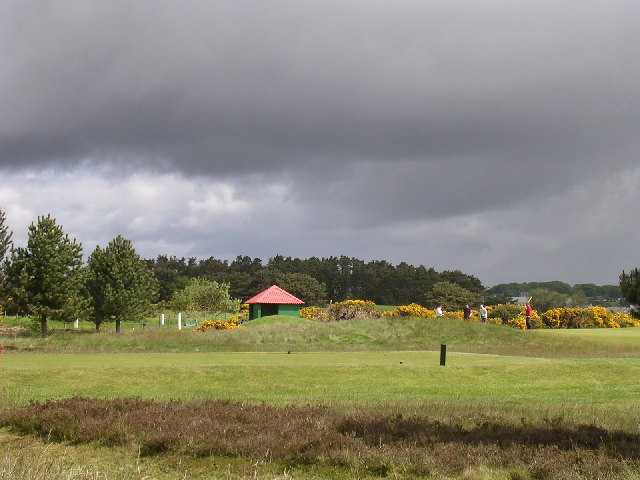
Carnoustie Golf Links, staden Carnoustie skymtas ovan till höger i bild.

Carnoustie Golf Links är en golfklubb i Carnoustie, Skottland. Klubben grundades 1850 när nuvarande banan lades ut av Alan Robertson. 20 år senare förbättrades och utökades den till 18 hål av den legendariske Tom Morris. 1926 designades det som idag är The Championship Course om igen av James Baird. Designen blev vida känd men led av en svag avslutning och före The Open Championship 1937 gjordes den om av en lokal talang vid namn James Wright till att bli en av de tuffaste avslutningarna i världen.
Det var denna avslutning som 1999 fråntog fransmannen Jean Van De Velde chansen att bli Open Champion och en plats i historien, men samtidigt blev han odödlig på ett något mindre smickrande sätt.
Klubben är en publik bana och vem som helst kan spela The Championship Course. Carnoustie Golf Links består idag av ytterligare två banor; The Burnside och Buddon Links
The Open Championship spelades senast 2007 på golfklubben och har tidigare spelats här 1931, 1937, 1953, 1968, 1975 och 1999.